# フジテレビ系列平日午後のワイドショー枠
フジテレビ系列平日午後のワイドショー枠（フジテレビけいれつへいじつごごのワイドショーわく）とは、フジテレビをはじめとするFNS系列で、平日（月曜日 - 金曜日）の午後に放送されているワイドショーの一覧である。

## 歴史
- 平日午後は従来より視聴率が獲りにくい時間帯だったが、14時 - 15時台は主婦が家事を一休みする時間帯であることを見込んだフジテレビは、1968年に『3時のあなた』を開始。当初、鹿内信隆社長は「主婦層向けのワイドショーが視聴率を取れるのか」と懐疑的だったが、番組スタッフが鹿内社長を説得して放送開始にこぎつけた。1960年代 - 1970年代はまだ民放テレビ局も1県辺り1局 - 2局しか置局されていなかった中、先駆けてスタートした『3時のあなた』はフジテレビ系列外も含め47都道府県で放送された。

- 1988年4月からは『3時のあなた』に替わって、『タイム3』を開始。これを機に各局午後のワイドショーは次第に報道・情報色を強め、取材競争も過熱化する。さらに14:00開始の2時間編成に拡大したTBSや日本テレビに対抗するため、1993年10月に『タイム3』を14:00からの90分枠に拡大した『タイムアングル』にリニューアルし、司会の須田哲夫・笠井信輔の両アナに加えて『ウゴウゴルーガ』で知名度が上がった大坪千夏アナが番組に加入するが1年で終了した。

- 1994年10月からは、ワイドショーの過激な演出と強引な取材体制に対する批判も強まっていたことを背景に、生活情報バラエティ路線を敷くが、1995年の阪神・淡路大震災やオウム真理教事件などの重大ニュースが起き、視聴者のニーズを満たせなくなった事から、10月改編で『ビッグトゥデイ』を開始し、再びワイドショーに参入した。

- 2000年4月改編で全国ネットのワイドショーから撤退し、フジテレビでは14:00から17:00までドラマ再放送を核とした編成枠『チャンネルα』を開始。ワイドショーで取材していた芸能情報は、4月より17:00開始の2時間枠に拡大した『スーパーニュース』にて扱うようになる。以後、2012年3月までの生放送の情報番組は主にフジテレビおよび系列各局のローカルワイド番組として編成され、『F2』シリーズや『2時ドキッ!』（関西テレビ制作）などは系列局にも番組販売で放送された。

- しかし2008年4月より全国ネット番組となった『情報ライブ ミヤネ屋』（読売テレビ制作・日本テレビ系列）が人気を博し、東北地方太平洋沖地震（東日本大震災）で報道・情報番組への需要も高まったことから、平日10時 - 11時台に放送していた『知りたがり!』を2012年4月より枠移動することによって、14時台の第1部のみではあるものの、フジテレビ系列のネットワークセールス枠の情報番組が『2時のホント』（1999年4月 - 2000年3月）以来12年ぶりに再開（ローカルセールス枠であったものを含めると、月曜日 - 木曜日は『F2スマイル』以来6年半ぶり。金曜日は『ひるこた!〜昼もこたえてちょーだい!〜』以来5年ぶり）した。しかし視聴率低迷で『知りたがり!』が終了し、後番組は『アゲるテレビ』を開始するも、こちらも視聴率低迷で半年で終了となり、フジテレビでは後番組が2時間ドラマや連続ドラマ再放送枠『ドラマチックα』を開始したため[1]、僅か1年半で全国ネットのワイドショーから再度撤退する事になった。

- 2014年10月に、亀山千広フジテレビ社長（当時）は2015年4月から再びスタートさせる方針を明らかにし[2]、2015年3月30日より安藤優子と俳優の高橋克実が司会を務める情報番組『直撃LIVE グッディ!』がスタート、フジテレビ系列のネットワークセールス枠の情報番組が『アゲるテレビ』以来1年半ぶりに再開した。

- 2020年10月改編で『直撃LIVE グッディ!』が終了。前座番組である『バイキング』（バラエティ制作センターが担当）が、情報制作局の制作となり『バイキングMORE』に改題し放送枠を11:55 - 14:45に拡大したことにより、当枠は昼の情報番組枠に統廃合される形になる。

- 2022年4月改編で『バイキングMORE』が終了し、後番組として『ポップUP!』が開始[3]。『バイキングMORE』は時事ネタを中心に扱うワイドショー路線だったが、『ポップUP!』では時事ネタなどのワイドショー要素は抑制され、ロケ企画等を放送する生活情報バラエティ番組となるも、視聴率低迷のため僅か9か月で放送を終了することになった。
- 2023年1月に『ポップUP!』の後番組として、バラエティ番組『ぽかぽか』を開始。『ポップUP!』までは情報制作局の制作だったが、『ぽかぽか』ではバラエティ制作センターが担当する。これにより、14時台の全国ネットのワイドショー・生活情報バラエティ番組から3度目の撤退をすることになった。4月改編で『ぽかぽか』の放送時間を13:50までに縮小し、フジテレビでは後番組がドラマなどの再放送枠『+ストリーム!』を開始[4][5]することに伴い、14時台における全国ネットの生放送番組の制作から撤退した。

## 主な番組
- 奥さまスタジオ 3時のあなた→3時のあなた（15:00 - 16:00→15:00 - 15:55：1968年4月1日 - 1988年4月1日）
- TIME:3（15:00 - 15:55：1988年4月4日 - 1993年9月30日）
- タイムアングル（14:00 - 15:30：1993年10月1日 - 1994年9月30日）
- TVクルーズ となりのパパイヤ（15:00 - 16:00：1994年10月3日 - 1995年3月31日）
- 3時ヨこい!（15:00 - 15:55：1995年4月3日 - 9月29日）
- B:T ビッグ・トゥデイ（14:00 - 15:55→14:00 - 15:50：1995年10月2日 - 1999年3月31日）
- 2時のホント（14:00 - 15:25：1999年4月1日 - 2000年3月31日）：ここで完全な全国ネットが一旦、中断される。（同時にFNS非加盟局での本枠のネットは終了した。）
- 一時中断。
- 地元発信! 東京ジモティ（14:05 - 15:00：2001年10月29日 - 2002年5月31日）：ここに限り関東ローカル。
- 一時中断。
- F2（14:05 - 15:00：2002年10月7日 - 2004年3月31日）[6]：ここから番販ネット。
- F2-X（14:05 - 15:00：2004年4月1日 - 2005年4月1日）[6]
- F2スマイル（14:05 - 15:00：2005年4月4日 - 9月30日）[7]
- 一時中断。
- ひるこた!〜昼もこたえてちょーだい!〜※（金曜14:05 - 15:00：2006年4月7日 - 2007年3月30日）[8]
  - 月曜日 - 木曜日中断
- 一時中断。
- 知りたがり!（14:00 - 15:52→14:00 - 14:58：2012年4月2日 - 2013年3月29日）[9]：第1部（14:00 - 14:58）に限り、全国ネット枠が12年ぶりに復活。
- アゲるテレビ（13:58 - 15:30：2013年4月1日 - 9月27日）[1][10][11][12]：第1部（13:58 - 14:58）に限り全国ネット枠。ここで再度、完全な全国ネットが一旦、中断される。
- 一時中断。
- 直撃LIVE グッディ!（13:55 - 15:50→13:45 - 15:50→13:50 - 15:50→13:45 - 15:50：2015年3月30日 - 2020年9月25日）：第1部（13:55 - 14:55→13:45 - 14:50→13:50 - 14:50→13:45 - 14:50）[13]に限り、全国ネット枠が1年半ぶりに再復活。
- バイキングMORE（11:55 - 14:45：2020年9月28日 - 2022年4月1日）：番組名改題のうえ、放送時間を拡大し、当枠は昼の情報番組枠に統合。
- ポップUP!（11:45 - 14:45：2022年4月4日 - 12月23日）

## 系列局の自社制作番組
2000年4月から2012年3月までおよび2013年10月から2015年3月まで、系列局ではローカルセールス枠であるフジテレビの番組をネットせず、独自制作番組を放送。2012年4月2日から2013年9月27日までおよび2015年4月から、『知りたがり!』→『アゲるテレビ』→『直撃LIVE グッディ!』が第1部（14:00 - 14:58→13:58 - 14:58→13:55 - 14:55→13:45 - 14:50）に限り、ネットワークセールス枠になったものの、第2部（14:58 - 15:52→14:58 - 15:30→14:55 - 15:50→14:50 - 15:50）がローカルセールス枠のため、この時間帯に独自制作番組を放送している系列局もある。
以下に14時・15時台に放送されているもしくは放送されたことのある番組を示す。

### 北海道文化放送
- どんなもんだい!GOGO北海道（2000年6月 - 2001年3月）
- ゴーゴー!ママ（2001年4月 - 12月）
- 原田大二郎の木曜相談室（木曜日、2002年1月 - 3月）
- きんぱら（金曜日、2002年4月 - 2003年3月）
- えき☆スタ発（2003年3月 - 2008年3月）
- えきニジ（2008年4月 - 2009年3月）
- ゆうゆう金曜日（金曜日、2009年4月3日 - 2010年3月26日）
- 金曜なう（金曜日、2010年4月2日 - 2011年3月25日）
- U型テレビ（2011年4月4日 - 2014年3月28日）[14]
- U型ライブEXPRESS（2014年3月31日 - 9月26日）

### テレビ静岡
- 情報ワイド てっぺん静岡（2013年9月30日 - 2015年3月27日）[15]

### 関西テレビ
- 2時ドキッ!（14:05 - 15:30、2000年7月3日 - 2004年3月26日）：この番組は西日本ブロックネット。[16]
- 2時ワクッ!（14:05 - 15:30、2004年3月29日 - 2005年12月23日）：この番組も西日本ブロックネット。[17]
- F-CUBE（月曜 - 木曜16:25 - 16:54[18]、金曜14:05 - 15:00、2006年1月9日 - 3月31日）：この番組まで西日本ブロックネット。
- アップ&UP!→あっぷ&UP!（14:07 - 15:00→14:05 - 14:57、2009年4月6日 - 2011年4月1日）：ここから、関西ローカル。
- キキミミ!（14:05 - 14:57、2011年4月4日 - 9月30日）
- ハピくるっ!（14:05 - 14:57→14:58 - 15:48→14:58 - 15:50→14:00 - 14:55、2011年10月3日 - 2015年3月27日）：2013年3月までは関西ローカル[19]。
- 2時45分からはスローでイージーなルーティーンで→1時50分からはスローでイージーなルーティーンで（14:45 - 15:45→13:50 - 14:45、2021年3月29日 - 2023年9月29日）：この番組の13:50への移動から西日本地域の一部にネット。
- 旬感LIVE とれたてっ!（13:50 - 14:45→13:50 - 15:45、2023年10月2日 - ）:静岡県以西の一部地域にネット。2023年11月23日はフジテレビ・仙台放送にも臨時ネット。

### 岡山放送
- あいらぶカフェ
- OH!得テレビ205（2006年4月 - 9月）
- OH!カフェスタイル（月曜日・水曜日、2007年4月 - 12月）
- 温★時間→温たいむ（2008年1月7日 - 2012年3月16日）

### テレビ西日本
- 情報レシピ ニジ☆ゴジ（金曜14:05 - 17:00、2006年10月 - 2008年9月）
- 視聴者参加型情報ライブ タマリバ（14:58 - 16:00→15:50 - 16:53、2012年4月 - 2013年9月）[20]

### 鹿児島テレビ
- 情報WIDE つぼチャンネル（金曜日のみ、2007年4月6日 - 2009年3月20日）
- げっきん!かごしま（2009年3月30日 - 2012年3月30日）
- かごニュー（2016年4月4日 - ）